# A Life Less Ordinary
A Life Less Ordinary is een Britse romantische komedie uit 1997 van Danny Boyle met in de hoofdrollen onder meer Ewan McGregor en Cameron Diaz.

## Verhaal
De film stelt de Hemel voor als een plaats waar engelen werken, die ervoor moeten zorgen dat mensen liefde vinden. Twee van die engelen, O'Reilly (Holly Hunter) en Jackson (Delroy Lindo), hebben de laatste tijd slecht gepresteerd en krijgen van hun baas, aartsengel Gabriël (Dan Hedaya), nog één laatste kans, het bij elkaar brengen van Robert Lewis (Ewan McGregor) en Celine Naville (Cameron Diaz).
Robert is een schoonmaker in het bedrijf in Los Angeles van de vader van de verwende Celine en wordt aan het begin van de film ontslagen en daarna verlaten door zijn vriendin. Nadat de twee engelen als zogenaamde deurwaarders Roberts spullen in beslag nemen, slaan bij hem de stoppen door en gaat hij verhaal halen bij zijn ex-baas, wat uitdraait op de ontvoering van diens dochter.

## Rolverdeling
| Acteur        | Personage          | Opmerkingen                                |
| ------------- | ------------------ | ------------------------------------------ |
| Ewan McGregor | Robert Lewis       |                                            |
| Cameron Diaz  | Celine Naville     |                                            |
| Ian Holm      | Naville            | Celines vader                              |
| Holly Hunter  | O'Reilly           | engel                                      |
| Delroy Lindo  | Jackson            | engel, werkt samen met O'Reilly            |
| Dan Hedaya    | aartsengel Gabriël | baas van O'Reilly en Jackson               |
| K.K. Dodds    | Lily               | aan het begin van de film Roberts vriendin |
| Tony Shalhoub | Al                 | kroegbaas                                  |
| Stanley Tucci | Elliot Zweikel     | tandarts                                   |